# ملات قیرچارو
ملات قیرچارو آمیخته‌ای از شیرهٔ آهک و شیرهٔ سوختهٔ انگور یا خرما (بجای آب) و گل رس مرغوب مانند گل کوزه‌گری و شکرسنگ (گاورس) است.

## خصوصیات
این ملات پس از گیرش کامل بسیار سخت می‌شود و مقاوم در برابر رطوبت و نفوذ آب است، به همین علت اغلب از این ملات در بام‌ها برای جلوگیری از نفوذ رطوبت استفاده می‌شود.